# Steleocerellus neotropicus
Steleocerellus neotropicus är en tvåvingeart som först beskrevs av Becker 1912.  Steleocerellus neotropicus ingår i släktet Steleocerellus och familjen fritflugor. Inga underarter finns listade i Catalogue of Life.